# Esther Szekeres
Esther Szekeres (née Esther Klein, en hongrois : Klein Eszter, 20 février 1910 - 28 août 2005) est une mathématicienne hongroise et australienne.

## Biographie
Esther Klein est née dans une famille juive à Budapest, alors dans le Royaume de Hongrie, le 20 février 1910. Étudiante en physique à l'université, Klein fait partie d'un groupe de jeunes hongrois qui comprend notamment Paul Erdős, George Szekeres, Márta Svéd et Pál Turán et qui se réunissent pour discuter de problèmes mathématiques  qui les intéressent.
En 1933, Klein propose au groupe un problème combinatoire qu'Erdős a appelé ultérieurement le Happy Ending problem parce qu'il a mené au mariage d'Esther Klein et George Szekeres en 1937.
Au début de la Seconde Guerre mondiale, Esther et George Szekeres s'enfuient de Hongrie. Ils vivent plusieurs années en Chine dans le district de Hongkou, une subdivision du centre de la municipalité de  Shanghai où s'établit une communauté de réfugiés juifs. George Szekeres travaille pendant un temps dans une usine de Shanghai comme chimiste. À la fin de 1943, les Américains prennent place en Chine, et George Szekeres est employé comme commis dans une base de l'armée de l'air américaine.
En juin 1948 la famille arrive en Australie et, pendant trois ans, ils partagent un appartement à Adélaïde avec Márta Svéd, une amie d'école d'Esther Szekeres. En 1964, George Szekeres obtient un poste de professeur de mathématiques à l'Université de Nouvelle-Galles du Sud et le couple déménage à Sydney en 1964.
À Sydney, Esther enseigne à l'Université Macquarie et participe activement à l'approfondissement de l'enseignement des mathématiques pour les élèves du secondaire. En 1984, elle participe à la création d'un groupe qui se réunit chaque semaine en vue de l'enrichissement de l'enseignement en mathématiques,  groupe s'est depuis étendue à un programme comportant environ 30 groupes et qui continuent à se réunir chaque semaine et de motiver les élèves du secondaire dans toute l'Australie et Nouvelle-Zélande.
En 2004, Esther et George retournent à Adelaide. Le 28 août 2005, elle et son mari y meurent à une heure d'intervalle,.

## Reconnaissance
En 1990, l'université Macquarie honore Esther Szekeres d'un doctorat honoris causa. En 1993, elle est lauréate du BH Neumann Award of the Australian Mathematics Trust.

## Articles
- Paul Erdős, Janice L. Malouf, J. L. Selfridge et Esther Szekeres, « Subsets of an interval whose product is a power », Discrete Math., vol. 200, nos 1-3,‎ 1999, p. 137-147 (zbMATH 0960.11017).
- Esther Szekeres, « Einfache Beweise zweier Dreieckssätze », Elem. Math., vol. 22,‎ 1967, p. 17-18 (zbMATH 0149.17801).
- Esther Szekeres, « Eine Bemerkung zum Artikel: Wissenswertes um das Dreieck », Elem. Math., vol. 21,‎ 1966, p. 35-37 (zbMATH 0163.42503).
- Esther Szekeres et George Szekeres, « On a problem of Schütte and Erdős », Math. Gaz., vol. 49,‎ 1965, p. 290-293 (MR 0186566).